# Kocziłari
Kocziłari (mac. Кочилари) – wieś w centralnej Macedonii Północnej, terytorialnie i administracyjnie należąca do gminy Gradsko. Według stanu na 2002 rok jej liczebność wynosiła 130 mieszkańców.
Według danych ze spisu powszechnego przeprowadzonego w 2002 roku, wieś Kocziłari zamieszkiwało 130 osób, deklarujących następującą narodowość: 
- Albańczycy – 105 (80,77%)
- Turcy – 19 (14,61%)
- Macedończycy – 6 (4,62%)